# Sparrmannia africana
Espèce
Statut de conservation UICN

 LC  : Préoccupation mineure
Le tilleul du Cap ou tilleul d'appartement, connue sous le nom scientifique de Sparrmannia africana est une espèce de plante de la famille des Malvaceae. Elle est originaire quasi exclusivement d'Afrique du Sud. Elle est connue sous le nom de tilleul en raison de la forme de ses feuilles semblables à celles du tilleul et est devenue une plante d'intérieur populaire cultivée depuis plus de 150 ans.

## Description
Sparmannia africana est un arbuste dense, très ramifié, à grandes feuilles vert clair de 15 à 30 cm. Ces feuilles persistantes et cordiformes sont velues aux poils blancs qui sont urticants pour la peau,. Les fleurs de 3 cm de diamètre sont blanches et les étamines jaunes avec des points rouges. Les fleurs sont disposées en ombelles. Le fruit est à capsule épineuse,.
Cet arbuste peut atteindre une hauteur de 4 à 6 m pour un diamètre de 3 à 4 m. Sa croissance est rapide et il préfère les situations ensoleillées avec des ombres partielles. Cet arbuste craint les gelées.

## Répartition
Ce taxon se rencontre en Afrique du Sud où elle est appelée stokroos.

## Habitat
Sparrmannia africana croît isolée ou en groupes le long des zones côtières.

## Taxonomie
Le nom correct complet (avec auteur) de ce taxon est Sparrmannia africana L.fil..
Ce taxon porte en français les noms vernaculaires ou normalisés suivants : chanvre d'Afrique, sparmannie du Cap.
Sparrmannia africana a pour synonymes :
- Sparmannia acerifolia Steud.
- Sparrmannia acerifolia Steud.